# Mesochorus repandus
Mesochorus repandus là một loài tò vò trong họ Ichneumonidae.